# New Zealand Football Championship
New Zealand Football Championship (skrót NZFC) – piłkarskie rozgrywki ligowe na najwyższym szczeblu w Nowej Zelandii. Liga została założona w 2004 roku i zastąpiła rozgrywki New Zealand National Soccer League, które były rozgrywane w latach 1970-2003. W New Zealand Football Championship występuje 10 zespołów.

## Kluby
| Klub                           | Miasto           | Lata występów w lidze | Stadion               |
| ------------------------------ | ---------------- | --------------------- | --------------------- |
| Wyspa Północna:                |                  |                       |                       |
| Auckland City FC               | Auckland         | 2004 –                | Kiwitea Street        |
| Eastern Suburbs AFC            | Auckland         | 2016 –                | Bill McKinlay Park    |
| Hamilton Wanderers AFC         | Hamilton         | 2016 –                | Porritt Stadium       |
| Hawke’s Bay United FC          | Napier           | 2004 –                | Park Island           |
| Team Wellington                | Wellington       | 2004 –                | David Farrington Park |
| Waitakere United               | Waitakere        | 2004 –                | Fred Taylor Park      |
| Wellington Phoenix FC Reserves | Wellington       | 2014 –                | Newtown Park          |
| Wyspa Południowa:              |                  |                       |                       |
| Canterbury United              | Christchurch     | 2004 –                | English Park          |
| Southern United FC             | Dunedin          | 2004 –                | Forsyth Barr Stadium  |
| Tasman United                  | Nelson           | 2016 –                | Trafalgar Park        |
| Kluby wycofane z rozgrywek:    |                  |                       |                       |
| Manawatu United                | Palmerston North | 2004 – 2013           | Memorial Park         |
| Wanderers Special Club         | Auckland         | 2013 – 2015           | North Harbour Stadium |
| WaiBOP United                  | Cambridge        | 2004 – 2016           | John Kerkhof Park     |

## Mistrzowie rozgrywek i zwycięzcy sezonu zasadniczego
Mistrz kraju wyłaniany jest po sezonie zasadniczym w meczu finałowym tzw. Grand Final.
| Sezon     | Sezon zasadniczy | Mistrz              |
| --------- | ---------------- | ------------------- |
| 2004/2005 | Auckland City FC | Auckland City FC    |
| 2005/2006 | Auckland City FC | Auckland City FC    |
| 2006/2007 | Waitakere United | Auckland City FC    |
| 2007/2008 | Waitakere United | Waitakere United    |
| 2008/2009 | Waitakere United | Auckland City FC    |
| 2009/2010 | Auckland City FC | Waitakere United    |
| 2010/2011 | Waitakere United | Waitakere United    |
| 2011/2012 | Auckland City FC | Waitakere United    |
| 2012/2013 | Waitakere United | Waitakere United    |
| 2013/2014 | Auckland City FC | Auckland City FC    |
| 2014/2015 | Auckland City FC | Auckland City FC    |
| 2015/2016 | Auckland City FC | Team Wellington     |
| 2016/2017 | Auckland City FC | Team Wellington     |
| 2017/2018 | Auckland City FC | Auckland City FC    |
| 2018/2019 | Auckland City FC | Eastern Suburbs AFC |